# Linea principale Mizushima
La linea principale Mizushima (水島本線線?, Mizushima-honsen) è una ferrovia urbana a scartamento ridotto situata nella città di Kurashiki. Sulla linea vengono effettuati servizi sia passeggeri che merci, in particolare verso il trafficato porto di Kurashiki situato lungo il mare interno di Seto.

## Caratteristiche
La linea è costituita da 10 stazioni lungo un percorso a binario unico non elettrificato. Tutte le stazioni si trovano nella città di Kurashiki, nella prefettura di Okayama.
| Stazione                 | Nome in giapponese | Dist. interst. | Dist. totale | Collegamenti                                              |
| ------------------------ | ------------------ | -------------- | ------------ | --------------------------------------------------------- |
| Kurashikishi             | 倉敷市             | -              | 0,0          | Presso JR Kurashiki: Linea principale San'yō Linea Hakubi |
| Kyūjō-mae                | 球場前             | 2,0            | 2,0          |                                                           |
| Nishi-Tomii              | 西富井             | 1,6            | 3,6          |                                                           |
| Fukui                    | 福井               | 0,8            | 4,4          |                                                           |
| Urata                    | 浦田               | 1,1            | 5,5          |                                                           |
| Yayoi                    | 弥生               | 2,0            | 7,5          |                                                           |
| Sakae                    | 栄                 | 0,7            | 8,2          |                                                           |
| Tokiwa                   | 常盤               | 0,4            | 8,6          |                                                           |
| Mizushima                | 水島               | 0,6            | 9,2          | Linea merci Mizushima Kōtō                                |
| Mitsubishi-Jikō-mae      | 三菱自工前         | 1,2            | 10,4         | Linea merci Mizushima Nishi-Futō                          |
| Scalo merci di Kurashiki | 倉敷貨物ターミナル | 0,8            | 11,2         |                                                           |

## Traffico
Il servizio viaggiatori viene espletato fra Kurashikishi e Mitsubishi-Jikō-mae.
Oltre il capolinea del servizio passeggeri, la stazione di Mitsubishi-Jikō-mae, i treni merci proseguono fino allo scalo merci di Kurashiki. Il servizio è ridotto durante i fine settimana e i giorni festivi.